# Rudolf-Virchow-Zentrum
Das Rudolf-Virchow-Zentrum (RVZ) ist ein Forschungszentrum für Experimentelle Biomedizin und gehört als zentrale Einrichtung zur Universität Würzburg. Im Januar 2002 ging es als eines von drei im Sommer 2001 bewilligten Pilotprojekten an den Start, mit denen die Deutsche Forschungsgemeinschaft (DFG) nationale Centers of Excellence fördert. Gleichzeitig ist das Rudolf-Virchow-Zentrum eine Zentrale Einrichtung der Universität Würzburg. Sein Hauptsitz befindet sich in der ehemaligen chirurgischen Klinik auf dem Gelände des Universitätsklinikums Würzburg. Diese wurde 2009 für die Zwecke des Rudolf-Virchow-Zentrums umgebaut und restauriert.

## Forschung
Benannt wurde das Zentrum nach dem unter anderem in Würzburg wirkenden Rudolf Virchow. Der seine Zellularpathologie in Würzburg und Berlin entwickelnde Pathologe war einer der ersten, der die Zelle als Grundeinheit des Lebens erkannte – und damit auch von Krankheit und Gesundheit. Seine Nachfolger untersuchen heute noch kleinere Bestandteile des Lebens, einzelne Proteine. Die Forschung am Rudolf-Virchow-Zentrum konzentriert sich auf sogenannte Schlüsselproteine. Das sind Proteine, die für die Funktion von Zellen und damit für Gesundheit und Krankheit besonders wichtig sind.
Vier Forschungsfelder stehen im Mittelpunkt:

(1) Protein-Struktur und Funktion

(2) Proteine und zelluläre Signalwege

(3) Nukleinsäure-bindende Proteine

(4) Proteine in Zell-Zell Interaktionen und Motilität.
Obwohl  jede Gruppe eigene Forschungsschwerpunkte besitzt, werden dennoch viele Projekte in Zusammenarbeit durchgeführt und ermöglichen damit eine interdisziplinäre Herangehensweise.

## Bio-Imaging Center
Eng verbunden mit dem Rudolf-Virchow-Zentrum (ehemals Rudolf-Virchow-Zentrum für Experimentelle Biomedizin der Universität Würzburg) ist das Bio-Imaging Center, das Ende 2005 gegründet wurde. Ziel ist es, neue Bildgebende Verfahren für Schlüsselproteine zu entwickeln und zu etablieren. Gefördert werden die Gruppen vom Bayerischen Staat und der Universität Würzburg.

## Nachwuchsförderung
Außerdem gehört ein Lehr- und Ausbildungsbereich zum Zentrum. Schon Schüler ab acht Jahren bis zum Abitur können hier erste Laborerfahrungen sammeln. Ein Studiengang Biomedizin gemeinsam mit den Fakultäten für Biologie und Medizin soll Bachelor- und Master-Absolventen auf die Grundlagenforschung an der Grenze dieser beiden Disziplinen vorbereiten. Und alle Doktoranden am Rudolf-Virchow-Zentrum sind Teil des Virchow Graduiertenprogramms, Vorläufer und inzwischen Teil der Graduate School of Life Sciences (GSLS).
Das Public Science Center, eine eigene Abteilung für Öffentlichkeitsarbeit, setzt sich für den Dialog zwischen Wissenschaft und Gesellschaft ein.